# Обуховы
Обуховы — древний дворянский род.
Род внесён во II и VI части родословных книг Казанской, Московской, Оренбургской, Пензенской и Самарской губерний.

## История рода
Род происходит от Ивана-Яна Васильевича Обухова, воеводы казанского похода 1544 года, шведского похода 1549 года. Его внуки — Данила, Игнатий, Кирилл, Иван Никитичи Обуховы вёрстаны поместным окладом и владели деревнями (1579).
Никита Игнатьевич был на службе в Карпове-Старожевье (1649), за полонное терпение и за выход (1662) пожалован придачей к окладу (1666). Никифор Борисович за литовскую (1654—1656 и 1664—1665) и Чигиринскую (1675—1676) службы пожалован поместьем в Юрьевском уезде и пожалован в московские дворяне (1678). Евстафий (Астафий) Иванович за Чигиринский поход (1678-1679) пожалован придачей к окладу. Василий Лаврентьевич за Троицкий поход (1683) и мир с Польшей пожалован придачей к окладу (1687). Иван Васильевич содействовал восшествию на престол Екатерины II (1762).

## Известные представители
- Лаврентий Авдеевич (?—1665) — воевода в Илимске.
  - Алексей Лаврентьевич (? — ок. 1717) — стольник и полковник.
  - Василий Лаврентьевич (? — ок. 1722) — стольник и полковник.

- Иван Васильевич (1735—1795) — действительный тайный советник, действительный камергер Высочайшего двора.
  - Василий Иванович (1757—1813) — бригадир.
    - Софья Васильевна — жена П. В. Олферьева.

  - Пётр Иванович (?—1838) — отставной бригадир.
    - Борис Петрович (1819—1885) — внук Ивана Васильевича, псковский губернатор, позже товарищ министра внутренних дел и сенатор.

- Трофим Иванович (1818—?) — почётный смотритель Юрьевских училищ (1860), член совета Странноприимного дома графа Шереметева (1877); был женат на Елизавете Ильиничне Баратынской (1825—?), двоюродной сестре Е. А. Баратынского
  - Сергей Трофимович (1855—1928) — русский оперный певец (баритон), солист Большого театра, управляющий Московской конторой Императорских театров.
  - Андрей Трофимович (1857—?)
    - Надежда Андреевна (1886—1961) — российская, советская оперная певица (меццо-сопрано). Народная артистка СССР.

  - Борис Трофимович (1859—?)
    - Николай Борисович (1892—1954) — русский и французский композитор, теоретик музыки.

- Павел Матвеевич Обухов (1820—1869) — потомственный дворянин, действительный статский советник, горный инженер, учёный-металлург, открывший способ получения высококачественной стали. Судя по биографии его отца и деда, П. М. Обухов не является членом древнего дворянского рода Обуховых.

## Описание герба
В щите, имеющем голубое поле, изображён обращённый в левую сторону чёрный медведь, стоящий задними лапами на земле, а в передних держит серебряную секиру (изм. герб княжества Ярославского, входит в гербы княжеских фамилий происходящих от ярославских князей). Щит увенчан дворянским шлемом и короной, на поверхности которой находится чёрный медведь с секирой и по сторонам его два чёрных орлиных крыла. Намёт на щите голубой, подложен золотом.
Герб внесён в Общий гербовник дворянских родов Российской империи, часть 9, стр. 21.